# Eberspächer Gruppe
Eberspächer, «Эбершпехер» — немецкая группа компаний, производящих автомобильные комплектующие, включая выхлопные системы, системы климат-контроля и электронику. Штаб-квартира расположена в Эслингене-ам-Неккаре (Баден-Вюртемберг).

## История
Компанию основал в 1865 году Якоб Эбершпехер (нем. Jakob Eberspächer). Первоначально компания выпускала стекло с металлической окантовкой; стеклянные крыши из армированного стекла оставались основной продукцией до 1990-х годов. В 1914 году был открыт завод в Эслингене-ам-Неккаре. В 1928 году были созданы производственные филиалы в Австрии, Италии и Чехии. В 1931 году было начато производство глушителей для автомобилей, а в 1933 году — обогревателей.
В 1960 году был куплен завод в Нойнкирхене, где был начат выпуск глушителей. В 1974 году компания начала производство каталитических конвертеров. В 1980-х годах были открыты заводы во Франции, Швейцарии и Швеции; в 1990-х годах производственная сеть была расширена на Бразилию, Великобританию, Польшу, Чехию и ЮАР, в 2000-х годах — на Индию, Китай, Россию, Южную Корею и Японию. В 2000 году в компании начал работать Мартин Петерс, представитель пятого поколения семьи основателя; в следующем году он стал управляющим партнёром и председателем правления. В начале 2000-х годов бизнес по производству стеклянных крыш был продан австрийской группе ETAG Holding.
В 2010 году, с покупкой компании Sutrak, группа Eberspächer вышла на рынок кондиционеров для автобусов, а также начала производство высоковольтных обогревателей для электромобилей. В 2015 году Еврокомиссия оштрафовала группу на 68 млн евро за ценовой сговор с другим производителем стояночных отопителей, компанией Webasto. В 2016 году была куплена канадская компания Vecture Inc., выпускавшая системы контроля аккумуляторов. Также в 2016 году был открыт завод по производству выхлопных систем в Румынии, а в следующем году — в Португалии.
В 2018 году был приобретён французский производитель систем климат-контроля Kalori. В июле 2021 года была куплена компания Vairex Air Systems; этот стартап занимался разработкой воздушных компрессоров для топливных элементов и базировался в Боулдере (Колорадо).

## Деятельность
Подразделения компании по состоянию на 2024 год:
- Purem by Eberspächer — выхлопные системы; 88 % выручки;
- Climate Control Systems — системы вентиляции, охлаждения и обогрева воздуха, системы нагрева воды; в основном специализируется на обогревателях для электромобилей и кондиционерах для автобусов; 11 % выручки;
- Automotive Controls — автомобильная электроника, в частности, системы распределения питания; 1 % выручки;
- New Business — разработка компрессоров для снабжения воздухом топливных элементов.

Выручка группы за 2024 года составила 5,33 млрд евро, из них на Германию пришлось 16 %, на остальную Европу — 41 %, на Америку — 34 %, на Азию, Африку и Австралию — 9 %.
По состоянию на 2024 год в группе работало 10,7 тыс. человек; на Германию приходилось 34 % персонала, на остальную Европу — 26 %, на Америку — 27 %, на Азию — 8 %, на Африку — 5 %. У компании около 80 предприятий, ключевые из них находятся в Германии (Эслинген-ам-Неккар, Херксхайм-бай-Ландау, Хермсдорф, Реннинген, Ландау-ин-дер-Пфальц), Франции (Пюзиньян), Румынии (Клуж-Напока), США (Боулдер), Канаде (Вон) и Китае (Шанхай, Чжуншань).